# Vozera Lukomskoje
Vozera Lukomskoje (vitryska: Возера Лукомское) är en sjö i Belarus.   Den ligger i voblasten Vitsebsks voblast, i den norra delen av landet, 130 km nordost om huvudstaden Minsk. Vozera Lukomskoje ligger 160 meter över havet. Arean är 37 kvadratkilometer. Den sträcker sig 11,5 kilometer i nord-sydlig riktning, och 6,6 kilometer i öst-västlig riktning.
Följande samhällen ligger vid Vozera Lukomskoje:
- Novolukoml (13 800 invånare)

Runt Vozera Lukomskoje är det ganska glesbefolkat, med 27 invånare per kvadratkilometer.